# Tample
Tample je malá vesnice, část obce Svojek v okrese Semily. Nachází se asi 1,5 kilometru jižně od Svojku. Vesnicí protéká potok Tampelačka a prochází tudy železniční trať Chlumec nad Cidlinou – Trutnov.
Tample je také název katastrálního území o rozloze 2,18 km².

## Historie
První písemná zmínka o vesnici pochází z roku 1415.

## Pamětihodnosti
- roubenky
- sousoší Kalvárie